# Marcel Schrötter
Marcel Schrötter (Vilgertshofen, 2 gennaio 1993) è un pilota motociclistico tedesco.

## Carriera

### Inizi, 125 e Moto3
Inizia a correre giovanissimo, vincendo da dodicenne un trofeo tedesco per minimoto e arrivando terzo nella ADAC junior-cup. In quest'ultima categoria arriva secondo l'anno successivo. Nel 2007 passa al campionato nazionale tedesco 125 chiudendo la stagione del debutto al quinto posto.
Nel 2008 vince il suo primo titolo tedesco 125GP con cinque vittorie su otto gare. Esordisce nella classe 125 del motomondiale, sempre nel 2008, come wild card a bordo di una Honda nel Gran Premio casalingo, conquistando 3 punti e concludendo la stagione 30º.
L'anno successivo si conferma campione nazionale, vince il titolo europeo e la prima prova di Misano del campionato italiano Classe 125. 
Nel 2009 inoltre, corre di nuovo il Gran Premio casalingo come wildcard; fa altre due apparizioni nei Gran Premi della Repubblica Ceca e Comunità Valenciana con una Honda del team di Toni Mang. Conclude la stagione al 23º posto con 18 punti. Nel 2010 diventa pilota titolare, sempre con la Honda. Ottiene come miglior risultato due dodicesimi posti (Spagna e Comunità Valenciana) e termina la stagione al 18º posto con 27 punti.
Nel 2011 passa alla Mahindra, con compagno di squadra Danny Webb. Ottiene come miglior risultato un nono posto in Olanda e termina la stagione al 15º posto con 36 punti. Nel 2012 rimane nello stesso team, correndo nella classe Moto3. Viene sostituito dopo il Gran Premio di Germania  da Riccardo Moretti; ha totalizzato 4 punti con il dodicesimo posto in Francia.

### Moto2
Sempre nel 2012 passa a correre in Moto2 dal Gran Premio di Indianapolis per il team Desguaces la Torre SAG, che gli affida una Bimota HB4; non ottiene punti. Nel 2013 rimane nello stesso team, alla guida di una Kalex. Ottiene come miglior risultato un decimo posto in Spagna e termina la stagione al 16º posto con 38 punti. Nel 2014 passa al team Tech 3, con compagno di squadra Alex Mariñelarena. Ottiene come miglior risultato un settimo posto in Australia e termina la stagione al 10º posto con 80 punti. Nel 2015 rimane nello stesso team, con compagno di squadra Ricard Cardús. Chiude la stagione al ventesimo posto con 32 punti all'attivo. Nel 2016 passa al team AGR, alla guida di una Kalex; il compagno di squadra è Axel Pons. Ottiene come miglior risultato un quinto posto in Austria e termina la stagione al 14º posto con 64 punti.
Nel 2017 passa al team Dynavolt Intact GP, alla guida di una Suter; il compagno di squadra è Sandro Cortese. Ottiene come miglior risultato un sesto posto in Spagna e termina la stagione al 17º posto con 50 punti. In questa stagione è costretto a saltare i Gran Premi di Austria, Gran Bretagna e San Marino a causa di una frattura allo scafoide sinistro rimediata nel precedente Gran Premio di Repubblica Ceca.
Nel 2018 rimane nello stesso team, alla guida di una Kalex e con compagno di squadra Xavi Vierge. In occasione del Gran Premio di Misano ottiene il suo primo podio nel motomondiale. Conclude la stagione all'ottavo posto con 147 punti. Nel 2019 rimane nello stesso team, con compagno di squadra Thomas Lüthi. Ottiene pole position e terzo posto in Qatar, pole position e secondo posto nel Gran Premio delle Americhe, una pole position in Italia e un terzo posto in Germania e chiude la stagione all'8º posto con 137 punti. In questa stagione è costretto a saltare i Gran Premi di San Marino e Aragona a causa della frattura della clavicola destra rimediata nelle prove libere del GP di San Marino. Nel 2020 inizia il quarto anno con il team Liqui Moly Intact GP sempre in Moto2. Ottiene un terzo posto in Austria e conclude la stagione al nono posto con 81 punti.
Nel 2021 rimane nello stesso team, con compagno di squadra Tony Arbolino. Ottiene come miglior risultato un quinto posto in Italia e termina la stagione al decimo posto con 98 punti. Nel 2022 gareggia, per il sesto anno consecutivo, col team Dynavolt Intact GP. Il compagno di squadra è Jeremy Alcoba. Ottiene tre quarti posti, come miglior risultato stagionale, e chiude all'undicesimo posto in classifica. Nel 2024 è chiamato a sostituire l'infortunato Deniz Öncü per Ajo Motorsport; disputa tre Gran Premi portandoli a termine al di fuori della zona punti.

### Mondiale Supersport
Al termine del 2022 è chiamato a disputare, in qualità di wild card, il Gran Premio d'Australia nel mondiale Supersport. In sella ad una MV Agusta F3 800 RR ottiene nove punti classificandosi ventinovesimo. Nel 2023 è pilota titolare con MV Agusta, il compagno di squadra è Bahattin Sofuoğlu. Disputa una stagione regolare in cui si ritira solo in due occasioni e, con sette piazzamenti a podio e quasi trecento punti, chiude al terzo posto in campionato. Inizia il 2024 con quattro piazzamenti a podio in quattro gare, portandosi momentaneamente a quattro punti dalla vetta della classifica. Prosegue la stagione andando regolarmente a punti e si classifica al quinto posto.

## Risultati in gara

### Motomondiale

#### Classe 125 e Moto3
| 2008 | Classe | Moto  |  |  |  |  |  |  |  |  |  |    |    |  |  |  |  |  |  |  | Punti | Pos. |
| ---- | ------ | ----- |  |  |  |  |  |  |  |  |  | -- | -- |  |  |  |  |  |  |  | ----- | ---- |
| 2008 | 125    | Honda |  |  |  |  |  |  |  |  |  | 13 | NE |  |  |  |  |  |  |  | 3     | 29º  |

| 2009 | Classe | Moto  |  |  |  |  |  |  |  |    |    |  |    |  |  |  |  |  |   |  | Punti | Pos. |
| ---- | ------ | ----- |  |  |  |  |  |  |  | -- | -- |  | -- |  |  |  |  |  | - |  | ----- | ---- |
| 2009 | 125    | Honda |  |  |  |  |  |  |  | NE | 12 |  | 13 |  |  |  |  |  | 5 |  | 18    | 23º  |

| 2010 | Classe | Moto  |    |    |    |    |    |    |    |    |    |    |     |    |    |    |    |    |     |    | Punti | Pos. |
| ---- | ------ | ----- | -- | -- | -- | -- | -- | -- | -- | -- | -- | -- | --- | -- | -- | -- | -- | -- | --- | -- | ----- | ---- |
| 2010 | 125    | Honda | 16 | 12 | 18 | 13 | 17 | 18 | 14 | 14 | NE | 13 | Rit | 17 | 13 | 14 | 15 | 13 | Rit | 12 | 27    | 18º  |

| 2011 | Classe | Moto     |    |    |    |     |    |     |   |    |    |    |    |     |    |    |    |    |     |    | Punti | Pos. |
| ---- | ------ | -------- | -- | -- | -- | --- | -- | --- | - | -- | -- | -- | -- | --- | -- | -- | -- | -- | --- | -- | ----- | ---- |
| 2011 | 125    | Mahindra | 21 | 13 | 18 | Rit | 16 | Rit | 9 | 11 | 16 | NE | 14 | Rit | 15 | 11 | 12 | 11 | Rit | 12 | 36    | 15º  |

| 2012 | Classe | Moto     |     |    |    |    |     |    |     |     |  |    |  |  |  |  |  |  |  |  | Punti | Pos. |
| ---- | ------ | -------- | --- | -- | -- | -- | --- | -- | --- | --- |  | -- |  |  |  |  |  |  |  |  | ----- | ---- |
| 2012 | Moto3  | Mahindra | Rit | 16 | 19 | 12 | Rit | 26 | Rit | Rit |  | NE |  |  |  |  |  |  |  |  | 4     | 33º  |

| Legenda | 1º posto        | 2º posto            | 3º posto            | A punti      | Senza punti        | Grassetto – Pole position Corsivo – Giro più veloce |
| Legenda | Gara non valida | Non qual./Non part. | Ritirato/Non class. | Squalificato | '-' Dato non disp. | Grassetto – Pole position Corsivo – Giro più veloce |

#### Moto2
| 2012 | Classe | Moto   |  |  |  |  |  |  |  |  |  |    |    |    |    |    |    |    |    |    |  |  |  |  | Punti | Pos. |
| ---- | ------ | ------ |  |  |  |  |  |  |  |  |  | -- | -- | -- | -- | -- | -- | -- | -- | -- |  |  |  |  | ----- | ---- |
| 2012 | Moto2  | Bimota |  |  |  |  |  |  |  |  |  | NE | 22 | 22 | 21 | 19 | 23 | 17 | 19 | 21 |  |  |  |  | 0     |      |

| 2013 | Classe | Moto  |    |    |    |    |    |     |    |     |    |    |     |    |    |    |    |    |    |    |  |  |  |  | Punti | Pos. |
| ---- | ------ | ----- | -- | -- | -- | -- | -- | --- | -- | --- | -- | -- | --- | -- | -- | -- | -- | -- | -- | -- |  |  |  |  | ----- | ---- |
| 2013 | Moto2  | Kalex | 13 | 11 | 10 | 13 | 12 | Rit | 13 | Rit | NE | 15 | Rit | 16 | 13 | 12 | 14 | 21 | 12 | 18 |  |  |  |  | 38    | 16º  |

| 2014 | Classe | Moto   |     |   |    |     |    |    |   |    |    |    |    |    |    |    |    |   |    |   |  |  |  |  | Punti | Pos. |
| ---- | ------ | ------ | --- | - | -- | --- | -- | -- | - | -- | -- | -- | -- | -- | -- | -- | -- | - | -- | - |  |  |  |  | ----- | ---- |
| 2014 | Moto2  | Tech 3 | Rit | 9 | 11 | Rit | 11 | 12 | 9 | 12 | 12 | 14 | 10 | 14 | 11 | 10 | 29 | 7 | 10 | 8 |  |  |  |  | 80    | 10º  |

| 2015 | Classe | Moto   |    |    |    |    |    |    |    |    |     |    |    |    |    |    |   |    |     |    |  |  |  |  | Punti | Pos. |
| ---- | ------ | ------ | -- | -- | -- | -- | -- | -- | -- | -- | --- | -- | -- | -- | -- | -- | - | -- | --- | -- |  |  |  |  | ----- | ---- |
| 2015 | Moto2  | Tech 3 | 16 | 13 | 16 | 10 | 13 | 16 | 16 | 18 | Rit | 14 | 19 | 11 | 17 | 15 | 9 | 12 | Rit | 15 |  |  |  |  | 32    | 20º  |

| 2016 | Classe | Moto  |    |    |    |     |    |    |    |    |     |   |    |    |    |    |   |   |    |    |  |  |  |  | Punti | Pos. |
| ---- | ------ | ----- | -- | -- | -- | --- | -- | -- | -- | -- | --- | - | -- | -- | -- | -- | - | - | -- | -- |  |  |  |  | ----- | ---- |
| 2016 | Moto2  | Kalex | 17 | 11 | 10 | Rit | 14 | 18 | 10 | 13 | Rit | 5 | 18 | 11 | 11 | 15 | 9 | 9 | 20 | 10 |  |  |  |  | 64    | 14º  |

| 2017 | Classe | Moto  |    |    |   |   |    |    |     |    |   |    |     |     |     |     |    |     |    |    |  |  |  |  | Punti | Pos. |
| ---- | ------ | ----- | -- | -- | - | - | -- | -- | --- | -- | - | -- | --- | --- | --- | --- | -- | --- | -- | -- |  |  |  |  | ----- | ---- |
| 2017 | Moto2  | Suter | 16 | 11 | 8 | 6 | 12 | 11 | Rit | 11 | 9 | NP | Inf | Inf | Inf | Rit | 13 | Rit | 17 | 13 |  |  |  |  | 50    | 17º  |

| 2018 | Classe | Moto  |   |    |     |   |   |     |   |   |   |   |   |    |   |   |     |    |   |   |   |  |  |  | Punti | Pos. |
| ---- | ------ | ----- | - | -- | --- | - | - | --- | - | - | - | - | - | -- | - | - | --- | -- | - | - | - |  |  |  | ----- | ---- |
| 2018 | Moto2  | Kalex | 7 | 10 | Rit | 7 | 4 | Rit | 4 | 4 | 6 | 7 | 7 | AN | 3 | 5 | Rit | 10 | 9 | 9 | 7 |  |  |  | 147   | 8º   |

| 2019 | Classe | Moto  |   |   |   |    |   |   |   |   |   |   |   |    |    |     |    |   |    |   |    |  |  |  | Punti | Pos. |
| ---- | ------ | ----- | - | - | - | -- | - | - | - | - | - | - | - | -- | -- | --- | -- | - | -- | - | -- |  |  |  | ----- | ---- |
| 2019 | Moto2  | Kalex | 3 | 5 | 2 | 15 | 8 | 8 | 7 | 8 | 3 | 6 | 9 | 14 | NP | Inf | 14 | 9 | 11 | 9 | 16 |  |  |  | 137   | 8º   |

| 2020 | Classe | Moto  |   |     |    |    |   |    |     |   |    |    |    |    |    |   |    |  |  |  |  |  |  |  | Punti | Pos. |
| ---- | ------ | ----- | - | --- | -- | -- | - | -- | --- | - | -- | -- | -- | -- | -- | - | -- |  |  |  |  |  |  |  | ----- | ---- |
| 2020 | Moto2  | Kalex | 7 | Rit | 10 | 15 | 3 | 11 | Rit | 5 | 10 | 10 | 15 | 20 | 13 | 4 | 12 |  |  |  |  |  |  |  | 81    | 9º   |

| 2021 | Classe | Moto  |   |     |    |    |   |   |   |   |   |    |    |    |    |    |     |    |    |   |  |  |  |  | Punti | Pos. |
| ---- | ------ | ----- | - | --- | -- | -- | - | - | - | - | - | -- | -- | -- | -- | -- | --- | -- | -- | - |  |  |  |  | ----- | ---- |
| 2021 | Moto2  | Kalex | 8 | Rit | 10 | 10 | 6 | 5 | 8 | 6 | 9 | 10 | 23 | 13 | 11 | 12 | Rit | 15 | 10 | 9 |  |  |  |  | 98    | 10º  |

| 2022 | Classe | Moto  |    |    |    |   |   |   |   |   |   |   |     |     |   |    |     |    |    |    |   |    |  |  | Punti | Pos. |
| ---- | ------ | ----- | -- | -- | -- | - | - | - | - | - | - | - | --- | --- | - | -- | --- | -- | -- | -- | - | -- |  |  | ----- | ---- |
| 2022 | Moto2  | Kalex | 10 | 16 | 12 | 4 | 4 | 5 | 6 | 9 | 5 | 4 | Rit | Rit | 8 | 11 | Rit | 13 | 15 | 13 | 6 | 10 |  |  | 123,5 | 11º  |

| 2024 | Classe | Moto  |  |  |  |  |  |  |  |    |    |    |  |  |  |  |  |  |  |  |  |  |  |  | Punti | Pos. |
| ---- | ------ | ----- |  |  |  |  |  |  |  | -- | -- | -- |  |  |  |  |  |  |  |  |  |  |  |  | ----- | ---- |
| 2024 | Moto2  | Kalex |  |  |  |  |  |  |  | 18 | 17 | 17 |  |  |  |  |  |  |  |  |  |  |  |  | 0     |      |

| Legenda | 1º posto        | 2º posto            | 3º posto            | A punti      | Senza punti        | Grassetto – Pole position Corsivo – Giro più veloce |
| Legenda | Gara non valida | Non qual./Non part. | Ritirato/Non class. | Squalificato | '-' Dato non disp. | Grassetto – Pole position Corsivo – Giro più veloce |

### Campionato mondiale Supersport
| 2022 | Moto      |  |  |  |  |  |  |  |  |  |  |  |  |  |  |  |  |  |  |  |  |  |  |     |   | Punti | Pos. |
| ---- | --------- |  |  |  |  |  |  |  |  |  |  |  |  |  |  |  |  |  |  |  |  |  |  | --- | - | ----- | ---- |
| 2022 | MV Agusta |  |  |  |  |  |  |  |  |  |  |  |  |  |  |  |  |  |  |  |  |  |  | Rit | 7 | 9     | 29º  |

| 2023 | Moto      |   |   |   |   |   |   |   |   |   |   |   |     |   |   |   |   |   |   |   |   |   |   |    |     | Punti | Pos. |
| ---- | --------- | - | - | - | - | - | - | - | - | - | - | - | --- | - | - | - | - | - | - | - | - | - | - | -- | --- | ----- | ---- |
| 2023 | MV Agusta | 7 | 4 | 4 | 5 | 2 | 4 | 2 | 2 | 4 | 3 | 8 | Rit | 2 | 8 | 6 | 2 | 7 | 4 | 2 | 5 | 4 | 4 | 15 | Rit | 294   | 3º   |

| 2024 | Moto      |   |   |   |   |    |   |   |   |     |    |   |   |   |   |    |    |   |   |    |   |   |    |   |   | Punti | Pos. |
| ---- | --------- | - | - | - | - | -- | - | - | - | --- | -- | - | - | - | - | -- | -- | - | - | -- | - | - | -- | - | - | ----- | ---- |
| 2024 | MV Agusta | 3 | 2 | 3 | 2 | 12 | 8 | 6 | 6 | Rit | 11 | 7 | 9 | 7 | 8 | 17 | 10 | 4 | 4 | 11 | 7 | 6 | 10 | 4 | 5 | 228   | 5º   |

| 2025 | Moto   |   |     |   |   |    |   |    |    |   |   |   |     |    |     |    |    |  |  |  |  |  |  |  |  | Punti | Pos. |
| ---- | ------ | - | --- | - | - | -- | - | -- | -- | - | - | - | --- | -- | --- | -- | -- |  |  |  |  |  |  |  |  | ----- | ---- |
| 2025 | Ducati | 3 | Rit | 6 | 8 | 25 | 6 | 10 | 11 | 4 | 4 | 6 | Rit | 12 | Rit | 13 | 11 |  |  |  |  |  |  |  |  | 103   |      |

| Legenda | 1º posto        | 2º posto            | 3º posto           | A punti      | Senza punti        | Grassetto – Pole position Corsivo – Giro più veloce |
| Legenda | Gara non valida | Non qual./Non part. | Ritirato/Non class | Squalificato | '-' Dato non disp. | Grassetto – Pole position Corsivo – Giro più veloce |